# Michel Scheuer
Michel Scheuer (Pétange, 20 maggio 1927 – Krefeld, 31 marzo 2015) è stato un canoista tedesco.

## Palmarès

### Olimpiadi
- Oro a Melbourne 1956 nel K2 10000 metri.
- Bronzo a Helsinki 1952 nel K1 10000 metri.
- Bronzo a Melbourne 1956 nel K1 10000 metri.

### Mondiali - Velocità
- Oro a Praga 1958 nel K4 1000 metri.
- Oro a Praga 1958 nel K4 10000 metri.
- Argento a Mâcon 1954 nel K2 1000 metri.